# Diocesi di Dadima
La diocesi di Dadima (in latino Dioecesis Dadimensis) è una sede soppressa e sede titolare della Chiesa cattolica.

## Storia
Dadima, identificabile con Tadım (Dadem) nell'odierna Turchia, è un'antica sede episcopale della provincia romana della Mesopotamia nella diocesi civile d'Oriente. Faceva parte del patriarcato di Antiochia ed era suffraganea dell'arcidiocesi di Amida.
La sede non è menzionata da Michel Le Quien nell'opera Oriens Christianus e nemmeno nella Notitia antiochena del patriarcato, datata alla seconda metà del VI secolo. Tuttavia è noto un vescovo di questa sede, Curione, che prese parte al secondo concilio ecumenico di Costantinopoli nel 553. Nel 591 fu istituita una nuova provincia civile, la provincia Giustiniana (o Armenia Quarta), di cui Dadima divenne capoluogo e sede metropolitana ecclesiastica. Di questo periodo è noto il metropolita Elia, che sottoscrisse gli atti del concilio in Trullo del 691-692.
Dal 1925 Dadima è annoverata tra le sedi vescovili titolari della Chiesa cattolica; la sede è vacante dal 30 gennaio 1981.

## Cronotassi

### Vescovi greci
- Curione † (menzionato nel 553)
- Elia † (prima del 691 - dopo il 692)[2]

### Vescovi titolari
- Ferdinand Stanislaus Pawlikowski † (25 febbraio 1927 - 26 aprile 1927 nominato vescovo di Seckau)
- José de Jesús López y González † (1º luglio 1927 - 20 settembre 1929 nominato vescovo di Aguascalientes)
- Jan Remiger † (16 dicembre 1929 - 21 maggio 1959 deceduto)
- József Winkler † (15 settembre 1959 - 30 gennaio 1981 deceduto)